# Words Untold & Dreams Unlived
Words Untold & Dreams Unlived è l'album di debutto del gruppo musicale progressive metal austriaco Serenity.
Tutti i pezzi sono stati scritti da Buchberger, Hirzinger e Neuhauser.

## Tracce
1. Canopus 3
2. Reduced to Nothingness
3. Words Untold (Strumentale)
4. Circle of My 2nd Life
5. Engraved Within
6. Forever
7. Dreams Unlived (Strumentale)
8. Dead Man Walking (Buchberger/Neuhauser/Hirzinger/Anker)
9. From Where the Dark Is Born
10. Thriven

## Formazione
- Georg Neuhauser - voce, backing vocals
- Thomas Buchberger - chitarra solista, chitarra ritmica, voce
- Mario Hirzinger - tastiera
- Simon Holzknecht - basso
- Andreas Schipflinger - batteria

## Ospiti
- Lanvall (Edenbridge) - chitarra
- Axumis/Maggo Wenzel (Tristwood/Inzest) - Death vocals